# Nävis
Nävis est une série de bande dessinée de science-fiction créée par Jean-David Morvan et Philippe Buchet (scénario), José-Luis Munuera (dessin) et Christian Lerolle (couleur). Elle est éditée et publiée aux éditions Delcourt.

## Synopsis
Il s'agit du récit des aventures de jeunesse de Nävis, personnage principal de la série Sillage. Ces histoires se déroulent donc avant le début de la série. quand Nävis grandit en compagnie du robot-nurse Nsob
et, depuis la fin du premier album, Houyo son amie tigrours.

## Albums
- Nävis, Delcourt, collection « Neopolis » :

1. Houyo, 2004[1].
2. Girodouss, 2005.
3. Latitzoury, 2007.
4. Il vous reste de l'énergie ?, 2008.
5. Princesse Nävis, 2009.

- Nävis (édition intégrale), Delcourt, 2019.